# آلفين إنغرام
آلفين إنغرام (بالإنجليزية: Alvin Ingram) هو جراح أمريكي، ولد في 31 مارس 1914 في جاكسون في الولايات المتحدة، وتوفي في 1 يونيو 1999 في ممفيس في الولايات المتحدة.